# Església del Carme de Camprodon
L'Església del Carme de Camprodon és una obra gòtica de Camprodon (Ripollès) inclosa a l'Inventari del Patrimoni Arquitectònic de Catalunya.

## Descripció

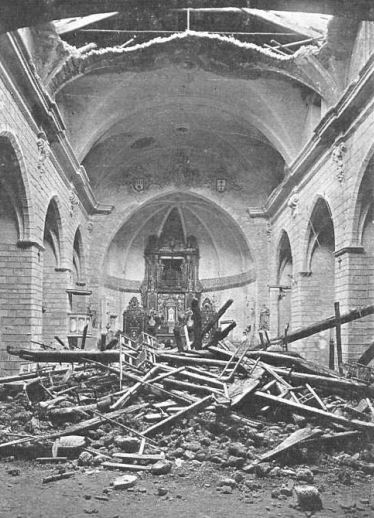
Interior de l'església del Carme esfondrat per la neu el desembre de 1906

Antic conjunt conventual, a més de l'església incloïa el convent a la part posterior, claustre i annex al costat de la muralla sud, avui quasi totalment desaparegut. Gòtic pobre "carmelità". Façana de pedra parcialment aparent per pèrdua del rebatut de morter.
Nau única amb passadissos laterals, travessant de forma paral·lela a l'eix de la nau els gruixuts contraforts. Absis semicircular interiorment i poligonal a l'extradós, no visible. Façana principal basilical variada amb posteriors addicions, com la del campanar.
Aparentment no es conserven elements ornamentals interiors de l'època original.